# Amingo
Amingo (fl. VI secolo) è stato un condottiero germanico di etnia alemanna, che combatté a capo dell'esercito franco contro il generale bizantino Narsete nel 561 ca. in Italia.

## Biografia
Amingo era il comandante dell'esercito franco stanziato in quella parte delle Venezie occupata dai Franchi nel corso della guerra gotica tra Bizantini e Goti.
Paolo Diacono narra che fosse alleato con il ribelle goto Widin, che conduceva la resistenza ostrogota all'occupazione bizantina nell'Italia settentrionale. Proprio alla lotta di Narsete con Amingo e Widin sembra sia ricollegabile un frammento delle Storie dello storico classicheggiante bizantino Menandro Protettore: secondo Menandro, intorno al 561, Amingo si accampò dall'altro lato del fiume Adige, quando l'esercito bizantino condotto da Narsete si apprestava ad attraversarlo; il generalissimo Narsete, a cui Giustiniano aveva affidato il governo dell'Italia, intendendo persuadere Amingo a concedergli il passaggio, inviò a tal scopo come ambasciatori il senatore Pamfronio e il comes patrimonii per Italiam Bono al condottiero franco Amingo, ma senza successo; infatti Amingo rifiutò (pare che disse che non avrebbe concesso il passaggio finché avesse avuto una mano con cui poter avventare un dardo) nonostante fosse in corso una tregua tra Bizantini e Franchi. Con ogni probabilità Narsete si stava apprestando ad attraversare l'Adige per affrontare Widin, e Amingo cercò di ostacolargli il passaggio perché già alleato con Widin.
Il seguito della storia è narrato da Paolo Diacono: seguì una battaglia in cui Narsete vinse sia Amingo che Widin; se il generalissimo bizantino fu clemente con Widin (esiliato a Costantinopoli), non lo fu altrettanto con Amingo, che per attestato di Paolo Diacono, «venne ucciso dalla spada di Narsete».